# 1. Division 1910/1911
Šestnáctý ročník 1. Division (1. belgické fotbalové ligy) se konal od 18. září 1910 do 23. června 1911.
Sezonu vyhrál poprvé v klubové historii Cercle Bruggy, který vyhrál o jeden bod. Nejlepším střelcem se stal hráč Cercle Bruggy Alphonse Six, který vstřelil 38 branek. Soutěže se zúčastnilo opět 12 klubů v jedné skupině.